# Ойтья
Ойтья — река в России, протекает по территории Кондинского района Ханты-Мансийского автономного округа. Устье реки находится в 140 км от устья Большого Тапа по левому берегу, берёт своё начало из озера Олтымтур. Длина реки — 26 км.

## Данные водного реестра
По данным государственного водного реестра России относится к Иртышскому бассейновому округу, водохозяйственный участок реки — Конда, речной подбассейн реки — Конда. Речной бассейн реки — Иртыш.
Код объекта в государственном водном реестре — 14010600112115300016726.